# Sérgio Gomes
Sérgio Henriques Gomes (ismert nevén Sergio; Juiz de Fora, 1969. július 27. –) brazil labdarúgócsatár.

## Pályafutása
Ő volt az első brazil labdarúgó, aki pályára lépett a skót élvonalban, amikor 1995-ben a Dundee United játékosaként bemutatkozott. A klub színeiben 14 bajnoki mérkőzésen szerepelt, és három gólt szerzett.